# Björn Asker
Björn Asker (født 23. september 1941 i Stockholm) er en svensk operasanger uddannet hos Hugo Hasslo og på Operahögskolan. Han har også studeret hos Tito Gobbi i Rom (i perioden 1973-1982). Han var engageret 1969-97 på Kungliga Operan i Stockholm. Hans roller omfatter bl.a. titelrollerne i Don Giovanni, Macbeth, Nabucco, Rigoletto, Falstaff, Simone Boccanegra, Den flyvende Hollænder, Hertug Blåskægs borg og Gianni Schicchi.
Efter sin debut i 1969 i Björn Wihlo Hallbergs Evakueringen har han medvirket i et antal uropførelser af nutidige operaer, deriblandt Flickan i Ögat (Gustaf Fröding) af Lars Edlund. Har på Det Kongelige Teater i København sunget Alberich i Wagners Ring (ved Stockholmsoperaens gæstesspil i 1975), Macbeth og Scarpia. Han har gæstesunget i de nordiske lande samt i Italien, Spanien, Frankrig, Rusland, Polen, Tyskland, Israel, USA og Mexico.
Björn Asker er gift med Kgl. operasangerinde Lone Koppel siden 1983. Björn Asker blev udnævnt til Hovsångare i 1990.